# Flatwater Pond Provincial Park
Flatwater Pond Provincial Park  är en provinspark i Newfoundland och Labrador i Kanada. Den ligger vid Flat Water Pond strax söder om staden Baie Verte på Newfoundlands Baie Verte Peninsula.
Just norr om parken finns en campingplats som tidigare var en del av provinsparken men som privatiserades 1997.